# カヌシウムの戦い
カヌシウムの戦い（英語: Battle of Canusium）は、第二次ポエニ戦争において紀元前209年の夏にハンニバル・バルカ率いるカルタゴ軍とマルクス・クラウディウス・マルケルス率いるローマ軍との間で戦われた戦闘である。

## 背景
空前絶後の大敗を喫したカンナエの戦い（紀元前216年）の後、ローマはファビウス・マクシムスの提案した持久戦法（徹底的にハンニバルとの交戦を避け、ハンニバルの疲弊を待つ）によってハンニバルを疲弊させようとした。ところがローマの将軍のうちマルケルスだけは、三度にわたりハンニバルからノラを守り抜いたり、紀元前210年にヌミストロの戦いでハンニバルと引き分けるなど積極果敢にハンニバルに挑み続けた。一方ハンニバルは南イタリアでローマの同盟都市をローマから裏切らせるための活動を続けていた。
紀元前209年、ファビウスはハンニバル側に寝返ったタレントゥムへと向い、ハンニバルのタレントゥム援助を防ぎつつ、大規模な会戦にならないようにカヌシウム（カンネーの南西の町）にて小競り合いを繰り返した。ファビウスとの戦いから一晩明け、ハンニバルは次は新たに接近してきたマルケルスと戦う運びになった。

## 戦い
戦いの前にハンニバルは兵士たちに今日はこれまでになく激しく戦えと命じ、戦いに移った。続いた戦いでは、ローマ軍の右翼が苦戦していたので、マルケルスは一部隊に前進を命じたが、この移動のために戦っていた兵士たちは混乱し、ローマ軍は2700人の兵士を失う敗北を喫した。
翌日の戦いでは、双方の歩兵が互角に戦っていると、ハンニバルは敵の重装歩兵へと戦象を差し向け、象はローマ軍の戦列を蹴散らした。しかし、フラウィウスという名のローマ軍の隊長の一人が軍旗の竿で象を殴ると、その象は向きを変え、後ろの象とぶつかった。これを引き金としてカルタゴ軍の象たちは混乱し、マルケルスはそこへ騎兵を突撃させて敵の混乱をさらに大きくした。これによってカルタゴ軍の多くの兵士が死に、結果カルタゴ軍は8000人以上を、ローマ軍は3000人の兵士を失った。しかし、ローマ軍はそのほとんどが負傷しており、もはや事実上戦闘不能であった。このため、マルケルスは敵を追撃することができず、一方のハンニバルは悠然とカンパニア地方へと移動し、越冬した。

## その後
その後、ハンニバルはイタリア中を荒らしまわり、カヌシウムの戦いの結果によってそれを許してしまったマルケルスは護民官プブリウス・ビブルスによって弾劾されたが、勝訴したのみならず、彼を措いてハンニバルと渡り合える者はいないとして5たび執政官に選ばれた（紀元前208年）。しかし、同年、ヴェヌシアにてマルケルスは無防備にも少数の者と共に偵察に赴いていた時に敵の待ち伏せに遭い、同僚の執政官共々戦死した。

## 註
1. ↑  プルタルコス, 「マルケルス」, 25
2. ↑  ibid, 25
3. ↑  ibid, 26
4. ↑  ibid, 29